# مایکل هالیک
مایکل اندرو هالیک (به انگلیسی: Michael Hollick) (متولد ۵ اوت ۱۹۷۳) بازیگر آمریکایی است. وی بیشتر به خاطر صداپیشگی و بازیگری فیزیکی نیکو بلیک در اتومبیل‌دزدی بزرگ ۴ شناخته شده‌است.

## نیکو بلیک
او در سال ۲۰۰۸ صداپیشگی نیکو بلیک شخصیت اصلی دزدی بزرگ خودرو ۴ را انجام داد. پس از انتشار بازی اتومبیل دزدی بزرگ چهار، هالیک استدلال کرد که برای کار در این بازی به او حقوق کافی داده نشده‌است. وی در ازای کار خود ۱۰۰۰۰۰ دلار دریافت کرد در حالی که در مجموع بازی ۶۰۰ میلیون دلار درآمد کسب کرد.

## زندگی شخصی
هالیک در لاس وگاس زندگی می‌کند. او با آنجلا تسای بازیگر زن ازدواج کرده‌است. در ۲۲ ژوئیه ۲۰۱۰، پسرشان، مکس ول مینگ هالیک را به دنیا آورد. در سال ۲۰۱۵، دختر او اوا نیز به دنیا آمد.
هولیک در دانشگاه کارنگی ملون تحصیل کرد و در آنجا مدرک لیسانس هنرهای زیبا را دریافت کرد. هولیک در حال حاضر برای دیزنی کار می‌کند.